# Scottish Premiership
Scottish Premiership – najwyższa w hierarchii klasa męskich ligowych rozgrywek piłkarskich w Szkocji, będąca jednocześnie najwyższym szczeblem centralnym (I poziom ligowy), utworzona w 2013 roku w wyniku połączenia Scottish Football League i Scottish Premier League i od samego początku zarządzana przez Scottish Professional Football League (SPFL). Zmagania w jej ramach toczą się cyklicznie (co sezon) i przeznaczone są dla 12 najlepszych krajowych klubów piłkarskich. Jej triumfator zostaje Mistrzem Szkocji, zaś najsłabsze drużyny są relegowane do Scottish Championship (II ligi szkockiej).

## Historia
Mistrzostwa Szkocji w piłce nożnej rozgrywane są od 1890 roku. Niejednokrotnie zmieniał się format i nazwy ligi. Nazwy ligi:
- Scottish League (1890–1893)
- Scottish League First Division (1893–1975)
- Scottish Football League Premier Division (1975–1998)
- Scottish Premier League (1998–2013)
- Scottish Premiership (od 2013)[2]

## System rozgrywek
Obecny format ligi zakładający system rozgrywek w trzy rundy obowiązuje od sezonu 2000/01.
Obecnie w Scottish Premiership gra 12 klubów. Zespoły otrzymują trzy punkty za zwycięstwo i jeden punkt za remis. Nie przyznawane są punkty za porażkę. O klasyfikacji w tabeli decyduje całkowita liczba punktów, różnica bramkowa i bramki strzelone. Na koniec każdego sezonu klub z największą liczba punktów zostaje koronowany na mistrza. Jeśli liczba punktów jest równa, liczy się bilans bramkowy i gole strzelone.
W czasie sezonu, który zwykle trwa od sierpnia do maja, każdy klub gra z pozostałymi trzy razy – raz albo dwa razy u siebie i na wyjeździe lub odwrotnie. Po tej fazie rozgrywek, w której wszystkie kluby rozegrają 33 mecze, ligę dzieli się na „Grupę Mistrzowską” i „Grupę Spadkową”, z których każda liczy po 6 zespołów, przynależność do danej grupy determinuje pozycja w tabeli po 33 kolejkach, odpowiednio – drużyny z miejsc 1-6 i 7-12. Następnie każdy klub gra z każdym ze swojej grupy – 5 meczów, razem 38 spotkań w sezonie. Drużyny z „Grupy Spadkowej” nie mogą ukończyć sezonu na miejscu wyższym niż 7., nawet jeśli zdobyły więcej punktów.
Na początku każdego sezonu w szkockiej ekstraklasie „przewiduje” się prawdopodobne miejsca danego klubu, w celu opracowania idealnego terminarza rozgrywek, zapewniającego grę wszystkich klubów z innymi dwa razy u siebie i dwa razy na wyjeździe. Rozstawienie klubów jest oparte na wynikach z poprzednich lat. Jednakże jeżeli klub zakończy pierwszą fazę w innej grupie, niż przewidywano, jest możliwość, że dany zespół rozegra więcej meczów na wyjeździe, niż w domu lub na odwrót. Aby uniknąć sytuacji, w której nie wszystkie zespoły rozegrały po 19 domowych i wyjazdowych meczów, terminarz ostatnich 5 kolejek ustala się w taki sposób, że kluby mogą rozegrać w sezonie 3 mecze na jednym boisku i 1 mecz na drugim, zamiast równo – po 2.
Zajęcie pierwszego miejsca po ostatniej kolejce spotkań oznacza zdobycie tytułu Mistrzów Szkocji w piłce nożnej. Mistrz Szkocji kwalifikuje się do eliminacji Ligi Mistrzów UEFA. Druga oraz trzecia drużyna zdobywają możliwość gry w Lidze Europy UEFA. Również zwycięzca Pucharu Szkocji startuje w eliminacjach do Ligi Europy lub, w przypadku, w którym zdobywca krajowego pucharu zajmie pierwsze miejsce w lidze – możliwość gry w eliminacjach do Ligi Europy otrzymuje również czwarta drużyna klasyfikacji końcowej.
Po zakończeniu sezonu ostatni, 12 zespół ligi zostaje przesunięty do Scottish Championship, a jego miejsce zajmuje zwycięzca tejże ligi, pod warunkiem że spełnia określone kryteria dotyczące stadionu.

## Skład ligi w sezonie 2025/26
| Uczestnicy poprzedniej edycji | Uczestnicy poprzedniej edycji | Uczestnicy poprzedniej edycji | Uczestnicy poprzedniej edycji |
| --- | ----------------------------- | ----------------------------- | ----------------------------- |
| CEL | Celtic                        | Glasgow                       | 1                             |
| RAN | Rangers                       | Glasgow                       | 2                             |
| HIB | Hibernian                     | Edynburg                      | 3                             |
| DNU | Dundee United                 | Dundee                        | 4                             |
| ABR | Aberdeen                      | Aberdeen                      | 5                             |
| STM | St. Mirren                    | Paisley                       | 6                             |
| HRT | Heart of Midlothian           | Edynburg                      | 7                             |
| MTH | Motherwell                    | Motherwell                    | 8                             |
| KIL | Kilmarnock                    | Kilmarnock                    | 9                             |
| DNE | Dundee                        | Dundee                        | 10                            |
| Spadek z Scottish Premiership 2024/25 |                               |                               |                               |
| STJ | St. Johnstone                 | Perth                         | 12                            |
| po barażach |                               |                               |                               |
| RCO | Ross County                   | Dingwall                      | 11                            |
| Awans z Scottish Championship 2024/25 |                               |                               |                               |
| FLK | Falkirk                       | Falkirk                       | 1                             |
| po barażach |                               |                               |                               |
| LIV | Livingston                    | Livingston                    | 2                             |
| Oznaczenia: - kolumna pierwsza – skróty nazw drużyn, - kolumna trzecia – siedziba klubu, - kolumna czwarta – miejsce zajęte w poprzednim sezonie. |                               |                               |                               |

## Lista sezonów
- Scottish Football League (1890–1975)

- Scottish Premier Division (1976–1998)

- Scottish Premier League (1999–2013)

- Scottish Premiership (2013–obecnie)

## Statystyka

### Tabela medalowa
Mistrzostwo Szkocji zostało do tej pory zdobyte przez 11 różnych drużyn. Jedynie Celtic F.C. dziesięciokrotnie oraz Rangers F.C. jednokrotnie wygrywali mistrzostwo od wprowadzenia obecnych zasad rozgrywek od sezonu 2013/14
Stan po sezonie 2024/2025.
| Lp. | Klub                         | Miejsca na podium | Miejsca na podium | Miejsca na podium | Ostatnia wygrana |    |    |         |
| --- | ---------------------------- | ----------------- | ----------------- | ----------------- | ---------------- | -- | -- | ------- |
| Lp. | Klub                         | 1.                | Rangers           | 55                | Ostatnia wygrana | 36 | 20 | 2020/21 |
| 2.  | Celtic F.C.                  | 55                | 32                | 17                | 2024/25          |    |    |         |
| 3.  | Aberdeen                     | 4                 | 17                | 9                 | 1984/85          |    |    |         |
| 4.  | Heart of Midlothian          | 4                 | 14                | 20                | 1959/60          |    |    |         |
| 5.  | Hibernian                    | 4                 | 6                 | 15                | 1951/52          |    |    |         |
| 6.  | Dumbarton                    | 2                 | 0                 | 0                 | 1891/92          |    |    |         |
| 7.  | Motherwell                   | 1                 | 7                 | 9                 | 1931/32          |    |    |         |
| 8.  | Kilmarnock                   | 1                 | 4                 | 4                 | 1964/65          |    |    |         |
| 9.  | Dundee F.C.                  | 1                 | 4                 | 1                 | 1961/62          |    |    |         |
| 10. | Dundee United                | 1                 | 0                 | 8                 | 1982/83          |    |    |         |
| 11. | Third Lanark                 | 1                 | 0                 | 2                 | 1903/04          |    |    |         |
| 12. | Airdrieonians                | 0                 | 4                 | 2                 | —                |    |    |         |
| 13. | Falkirk                      | 0                 | 2                 | 1                 | —                |    |    |         |
| 14. | Morton                       | 0                 | 1                 | 4                 | —                |    |    |         |
| 15. | Clyde                        | 0                 | 0                 | 3                 | —                |    |    |         |
| 15. | Partick Thistle              | 0                 | 0                 | 3                 | —                |    |    |         |
| 15. | St. Johnstone                | 0                 | 0                 | 3                 | —                |    |    |         |
| 18. | Dunfermline Athletic         | 0                 | 0                 | 2                 | —                |    |    |         |
| 18. | East Fife                    | 0                 | 0                 | 2                 | —                |    |    |         |
| 18. | St Mirren                    | 0                 | 0                 | 2                 | —                |    |    |         |
| 21. | Inverness Caledonian Thistle | 0                 | 0                 | 1                 | —                |    |    |         |
| 21. | Livingston                   | 0                 | 0                 | 1                 | —                |    |    |         |
| 21. | Raith Rovers                 | 0                 | 0                 | 1                 | —                |    |    |         |
| 21. | St. Bernard's                | 0                 | 0                 | 1                 | —                |    |    |         |

Źródło: